# Robert Langdon

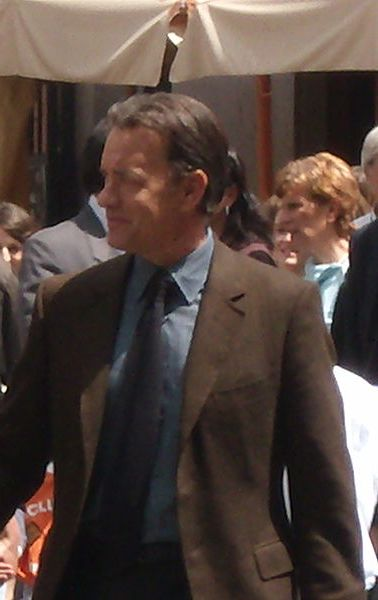
Tom Hanks som Robert Langdon. Han innehar huvudrollen som Langdon i filmatiseringarna av Da Vinci-koden, Änglar och demoner och Inferno.

Robert Langdon, född 22 juni 1964 i Exeter, New Hampshire, USA, är en litterär figur i Dan Browns fem bästsäljande spänningsromaner Änglar och demoner (2000), Da Vinci-koden (2003), Den förlorade symbolen (2009), Inferno (2013) och Begynnelse (2017). Langdon är professor i religiös symbolik och föreläser vid Harvard.
Få bakgrundsdetaljer ges av Brown om Robert Langdon. I Da Vinci-koden beskrivs han se ut som Harrison Ford. Han var en dykare på Phillips Exeter och spelade även vattenpolo. Han är en äventyrare och har en snabbtänkthet som han använder till att lösa de mest avancerade problemen. Han lider också av klaustrofobi, rädslan för slutna rum eller för att bli instängd. Denna rädsla kom sig av att han, som barn, föll ned i en brunn och var tvungen att trampa vatten en hel natt innan han hittades och kunde bli räddad.
I den filmatiserade versionen av Da Vinci-koden spelas Robert Langdon av den amerikanske skådespelaren Tom Hanks (se bild). I filmen har han ett närmast eidetiskt minne.
Robert Langdon är uppkallad efter John Langdon, en professor i typografi vid Drexel University, känd för sitt skapande av ambigram.